# Trần Quang Diệu (phường)
Trần Quang Diệu là một phường cũ thuộc thành phố Quy Nhơn, tỉnh Bình Định, Việt Nam.
Phường Trần Quang Diệu có diện tích 10,98 km², dân số năm 1999 là 14.583 người, mật độ dân số đạt 1.328 người/km².

## Hành chính
Phường Trần Quang Diệu được chia thành 8 khu vực: 1, 2, 4, 5, 6, 7, 8, 9.
Theo Nghị quyết số 1664/NQ-UBTVQH15 năm 2025 giải thể thành phố Quy Nhơn, sáp nhập tỉnh Bình Định vào tỉnh Gia Lai và thực hiện hợp nhất toàn bộ diện tích tự nhiên và dân số của phường Trần Quang Diệu và phường Nhơn Phú thuộc thành phố Quy Nhơn thành phường Quy Nhơn Bắc.